# الرفاه
الرفاه یک منطقهٔ مسکونی در امارات متحده عربی است که در امارت رأس‌الخیمه واقع شده‌است. الرفاه ۱۴ متر بالاتر از سطح دریا واقع شده‌است.